# Amblans-et-Velotte
Amblans-et-Velotte är en kommun i departementet Haute-Saône i regionen Bourgogne-Franche-Comté i östra Frankrike. Kommunen ligger i kantonen Lure-Nord som tillhör arrondissementet Lure. År 2022 hade Amblans-et-Velotte 400 invånare.

## Befolkningsutveckling
Antalet invånare i kommunen Amblans-et-Velotte
| Referens: INSEE |